# Patrice Beust
Patrice Beust (Bois-le-Roi, 3 settembre 1944) è un ex tennista francese.

## Carriera
Ha vinto un titolo di doppio nel 1972 al Monte Carlo Open, in coppia con Daniel Contet, sconfiggendo Jiří Hřebec e František Pála 3-6, 6-1, 12-10, 6-2. Nei tornei del Grande Slam ha raggiunto il suo miglior risultato conquistando in doppio le semifinali dell'Open di Francia nel 1974, e in doppio misto nel 1976 e nel 1979.
In Coppa Davis ha disputato un totale di 13 partite, collezionando 7 vittorie e 6 sconfitte.

## Statistiche

### Doppio

#### Vittorie (1)
| Numero | Anno | Torneo                                  | Superficie  | Compagno      | Avversari in finale        | Punteggio            |
| 1.     | 1972 | Monte Carlo Open, Roquebrune-Cap-Martin | Terra rossa | Daniel Contet | Jiří Hřebec František Pála | 3-6, 6-1, 12-10, 6-2 |